# Saitom
saitom（1983年 - ）は、日本の漫画家、イラストレーター。成安造形大学卒業。

## 来歴
北海道出身。ライトノベルの挿絵や成年誌を中心に活動していた。月刊ニュータイプでイラストコラム「プラネット・ガールズ」を連載中。齋藤将嗣名義でも活動。

## 主な作品

### 漫画(成年向け)
- いっしょにしよ（ワニマガジンコミックススペシャル）

### 挿絵
- 特異領域の特異点（電撃文庫）
- 双子と幼なじみの四人殺し（GA文庫）
- どうでもいい 世界なんて -クオリディア・コード- (ガガガ文庫)
- オブザデッド・マニアックス (ガガガ文庫)

### アニメ
- ニンジャスレイヤー フロムアニメイシヨン - 一部キャラクターデザイン

### ゲーム
- 解放少女（レベルファイブ） - 敵メカデザイン
- 解放少女 SIN（5pb） - 敵メカデザイン
- 天華百剣（DeNA、アスキー・メディアワークス） - 一部キャラクターデザイン
- Fate/Grand Order（TYPE-MOON、アニプレックス） - ブラダマンテのデザイン担当
- トラウマスター - キャラクターデザイン
- CIRCLET PRINCESS - キャラクターデザイン
- ドールズフロントライン - ACRのデザイン担当

### 画集
- saitom Illustration Works（KADOKAWA）

### その他
- ビキニ・ウォリアーズ - メイジのデザイン担当
- グッドスマイルレーシング2013 - 初音ミクのイラスト担当
- クイーンズブレイド グリムワール - 魔装剣姫カグヤを担当
- ダークアドヴェント - イラスト担当

### 齋藤将嗣名義

#### アニメ
- 楽園追放 -Expelled from Paradise- - キャラクターデザイン
- キャプテン・アース - デザインワークス
- CYBORG009 CALL OF JUSTICE - キャラクターデザイン
- 交響詩篇エウレカセブン ハイエボリューションシリーズ - デザインワークス

#### ゲーム
- ファイアーエムブレム 覚醒 - 異界のセリカのイラスト担当
- ゼノブレイド2 - メインキャラクターデザイン
- ファイアーエムブレム ヒーローズ - 一部キャラクターデザイン
- 大乱闘スマッシュブラザーズ SPECIAL - プネウマのイラスト担当
- ゼノブレイド3 - キャラクターデザイン

#### 漫画
- デスデウス ヒーロー・オブ・ザ・デッド (企画・原案：ホビージャパン×SANKYO)　キャラクターデザイン

### 小説
- 新選組チューボー録　(矢立文庫)　キャラクターデザイン

#### その他
- CeVIO - ライブラリ「さとうささら」、「すずきつづみ」デザイン